# Vetlanda statliga allmänna gymnasium och realskola
Vetlanda statliga allmänna gymnasium och realskola var ett läroverk i Vetlanda verksamt från 1911 till 1968.

## Historia
Skolan började som en privat elementarskola som fram till 1911 blev en högre folkskola för att 1911 bli en kommunal mellanskola. Skolan ombildades 1932 till en samrealskola, från 1957 med ett kommunalt gymnasium.
1964 hade gymnasiet helt förstatligats och skolan blev då Vetlanda statliga allmänna gymnasium och realskola. Skolan kommunaliserades 1966 och namnändrades därefter till Withalaskolan. Studentexamen gavs från 1960 till 1968 och realexamen från 1912 till 1969.
Den äldre skolbyggnaden är från 1904.